# Sharon Small
Sharon Small (Glasgow, Escocia, 1 de enero de 1967) es una actriz escocesa reconocida por su trabajo en el cine, la radio, el teatro y la televisión. Su trabajo más conocido es su papel de sargento detective Barbara Havers en la adaptación de la BBC de The Inspector Lynley Mysteries de Elizabeth George. Se incorporó al elenco de Law & Order: UK como la detective inspectora Elizabeth Flynn durante la octava temporada.

## Biografía
Nació en Glasgow, Escocia, como la mayor de cinco hermanos. Asistió a la escuela primaria de Kinghorn donde fue la reina de la gala de su último año. Luego estudió en el instituto Balwearie en Kirkcaldy.
Estudió teatro en la universidad Kirkcaldy.
Vive en Londres, y ha tenido dos hijos, Leo y Zac con su pareja, el fotógrafo Daniel Bridge.[cita requerida]

## Carrera

### Cine
| Año  | Título             | Personaje     | Producción         | Notas                                                        |
| ---- | ------------------ | ------------- | ------------------ | ------------------------------------------------------------ |
| 1997 | Bumping the Odds   | Terry         | -                  | Premio a la mejor actriz en el Festival de cine de Edimburgo |
| 1997 | Bite               | Alison        | -                  | -                                                            |
| 1998 | Driven             | Caroline Hall | Dandelion Films    | -                                                            |
| 2002 | About a Boy        | Christine     | -                  | -                                                            |
| 2004 | Dear Frankie       | Marie         | Universal          | -                                                            |
| 2004 | Belly Button       | Kika          | Satellite Pictures | -                                                            |
| 2009 | Pop Art short film | -             | Forward Films      | -                                                            |

### Televisión
| Año       | Título                         | Personaje             | Producción                                                                               | Notas                                                                        |
| --------- | ------------------------------ | --------------------- | ---------------------------------------------------------------------------------------- | ---------------------------------------------------------------------------- |
| 1994      | Taggart                        | Michelle Gibson       | SMG Productions                                                                          | 1 episodio                                                                   |
| 1996      | Doctor Finlay                  | Irene Gallagher       | -                                                                                        | 1 episodio                                                                   |
| 1997      | The Bill                       | Gina Nash             | ITV                                                                                      | -                                                                            |
| 1997      | Hamish Macbeth                 | WPC Anne Patterson    | -                                                                                        | 1 episodio                                                                   |
| 1997      | No Child of Mine               | Linda                 | -                                                                                        | -                                                                            |
| 1999–2000 | Sunburn                        | Carol Simpson         | -                                                                                        | 14 episodios                                                                 |
| 2000      | Glasgow Kiss                   | Cara Rossi            | -                                                                                        | 6 episodios                                                                  |
| 2003      | Cutting It                     | Boo Wiberley          | -                                                                                        | -                                                                            |
| 2001–2007 | The Inspector Lynley Mysteries | DS Barbara Havers     | BBC                                                                                      | 23 episodios - nominada a la actriz más popular y al Golden Satellite Awards |
| 2005      | A Midsummer Night's Dream      | Titania               | BBC's Shakespeare Retold season                                                          | -                                                                            |
| 2006      | Rebus                          | Miranda Masterson     | -                                                                                        | -                                                                            |
| 2007      | Nina y las Neuronas            | Bud the Taste Neuron  | -                                                                                        | 7 episodios                                                                  |
| 2009      | Murderland                     | Laura Maitland        | ITV                                                                                      | 3 episodios                                                                  |
| 2008–2010 | Mistresses: ¿Amor o sexo?      | Trudi Malloy          | BBC                                                                                      | -                                                                            |
| 2010      | Agatha Christie's Marple       | Mary Pritchard        | ITV Adaptación de "Miss Marple: The Blue Geranium", emitida en los Estados Unidos en PBS | -                                                                            |
| 2011      | Downton Abbey                  | Marigold Shore        | -                                                                                        | 1 episodio                                                                   |
| 2012      | Kidnap and Ransom              | Beth Cooper           | ITV                                                                                      | 3 episodios                                                                  |
| 2012      | New Tricks                     | Minnie/Annabel Tilson | BBC                                                                                      | 1 episodio                                                                   |
| 2013      | Silent Witness                 | Geraldine Briggs      | BBC                                                                                      | 2 episodios                                                                  |
| 2013      | Call the Midwife               | Nora Harding          | BBC                                                                                      | 1 episodio                                                                   |
| 2014      | Crimen en el paraíso           | Dorothy Foster        | BBC                                                                                      | 1 episodio                                                                   |
| 2014      | Midsomer Murders               | Ruth Cameron          | ITV                                                                                      | Episodio: temporada 16, episodio 3 ("Wild Harvest")                          |
| 2014      | Law & Order: UK                | DI Elisabeth Flynn    | ITV                                                                                      | Episodio: temporada 8, episodio 8 ("Repeat to Fade")                         |
| 2015      | Stonemouth                     | Connie Murston        | BBC                                                                                      | 2 episodios                                                                  |

### Teatro
| Año  | Título                                 | Personaje       | Producción                |
| ---- | -------------------------------------- | --------------- | ------------------------- |
| 1994 | The Threepenny Opera de Bertolt Brecht | Polly           | London Donmar Theatre     |
| 1996 | The Nun                                | -               | Greenwich Studio Theatre  |
| 1998 | London Cuckolds de Edward Ravencroft   | -               | National Theatre          |
| 2004 | When Harry Met Sally                   | Marie           | Teatro Haymarket          |
| 2005 | Lear de Edward Bond                    | Fortanelle      | Crucible Theatre          |
| 2009 | Life Is A Dream                        | Estrella        | Donmar Warehouse          |
| 2010 | Spur of the Moment de Anya Reiss       | Vicky Evans     | Royal Court Theatre       |
| 2010 | Men Should Weep de Ena Lamont Stewart  | Maggie Morrison | National Theatre          |
| 2014 | Arden of Faversham                     | Alice Arden     | Royal Shakespeare Company |
| 2015 | Carmen Disruption                      | The Singer      | The Almeida Theatre       |
| 2015 | Luna Gale de Rebecca Gilman            | Caroline        | Hampstead Theatre         |
| 2016 | The Threepenny Opera de Bertolt Brecht | Jenny Diver     | Royal National Theatre    |

### Radio
| Título                                       | Personaje    |
| -------------------------------------------- | ------------ |
| At The Foot Of The Cross                     | Narradora    |
| High Table, Lower Orders                     | Zoe          |
| "Dr. Finlay - The Adventures Of A Black Bag" | Nurse Angus  |
| Angel                                        | Lorraine     |
| The Order of Release                         | Effie Ruskin |

## Premios y nominaciones
- 2008 TV Choice Awards - Nominada a mejor actriz
- 2007 Premios Satellite - Nominada a mejor actriz (por The Inspector Lynley Mysteries)
- 1997 Festival de cine de Edinburgo - Premio a mejor actriz (por "Bumping the Odds")